# Bombus ecuadorius
Bombus ecuadorius är en biart som beskrevs av Meunier 1890. Den ingår i släktet humlor och familjen långtungebin. Inga underarter finns listade.

## Beskrivning
Bombus ecuadorius är en stor humla med en kroppslängd omkring 23 mm. Huvudet har svart päls, liksom mellankroppen. Även de i sig svarta benen har svart päls, och vingarna är metalliskt gulbruna. Tergiterna 1 och 2 är gula, 3 svart och resten av bakkroppen vit.

## Ekologi
Arten är mycket sällsynt, och få observationer av den har gjorts. Den är en bergsart som lever på höjder mellan 1 200 och 3 000 m, troligtvis endast i skogsområden.

## Utbredning
Utbredningsområdet omfattar Ecuador (provinserna Bolívar, Esmeraldas och Los Ríos) samt Peru (regionerna Arequipa, Ayacucho, Cuzco Piura), Huanuco (region) och eventuellt även i Bolivia.

## Hotstatus
IUCN konstaterar att arten är hotad av habitatförlust genom uppodlingar, då främst de monokulturer denna resulterar i. Emellertid medför det dåliga kunskapsläget rörande arten inga exakta analyser, och IUCN klassificerar därför arten under kunskapsbrist (DD).